# Сент-Лазар
Сент-Лазар, також відомий як Сент-Лазар-де-Водрей — передмістя Монреалю, що розташоване за островом Монреаль, в південно-західній частині провінції Квебек, Канада. Входить до регіонального муніципалітету округу Водрей-Соланж.
Наявність великих лісових територій на заході від Сан-Лазару приваблює тут оселюватись власників коней.